# هنا غارتنر
هنا غارتنر هي صحفية تشيكية، ولدت في 1948 في براغ في التشيك.